# 奥里亚娜·法拉奇
奥里亚娜·法拉奇（義大利語：Oriana Fallaci，義大利語：[oˈrjaˑna falˈlaːʧi]，1929年6月29日—2006年9月15日）是一位意大利记者、作家，二战反法西斯游击队员。法拉奇以其尖锐的问题著称，被誉为“世界第一女记者”和“文化奇迹”。1950年任《晚邮报》驻外记者，1967年开始任《欧洲人》周刊战地记者，采访过越南战争、印巴战争、中东战争和南非动乱。她两次获得圣·文森特新闻奖，一次获得班卡瑞拉畅销书作者奖。她在20世纪60年代、70年代和80年代采访过许多国际闻名的政治家和名人，例如邓小平，基辛格，穆罕默德·礼萨·巴列维，霍梅尼，维利·勃兰特，佐勒菲卡尔·阿里·布托，沃尔特·克朗凯特，穆阿迈尔·卡扎菲，费德里柯·费里尼，阮高祺，阿拉法特，英迪拉·甘地，亚历山德罗斯·帕纳古利斯，马卡里奥斯三世，果尔达·梅厄，阮文绍，海尔·塞拉西一世，肖恩·康纳利，列赫·瓦文萨等。她出版过多部作品，代表作有《风云人物采访记》、《给一个未出生孩子的信》、《印沙安拉》、《好莱坞的七宗罪》、《男人》等。退休后，她写了一系列文章和书籍批评伊斯兰教和阿拉伯人，重新引起人们关注，也引来不少争议。

## 生平

### 少年时期

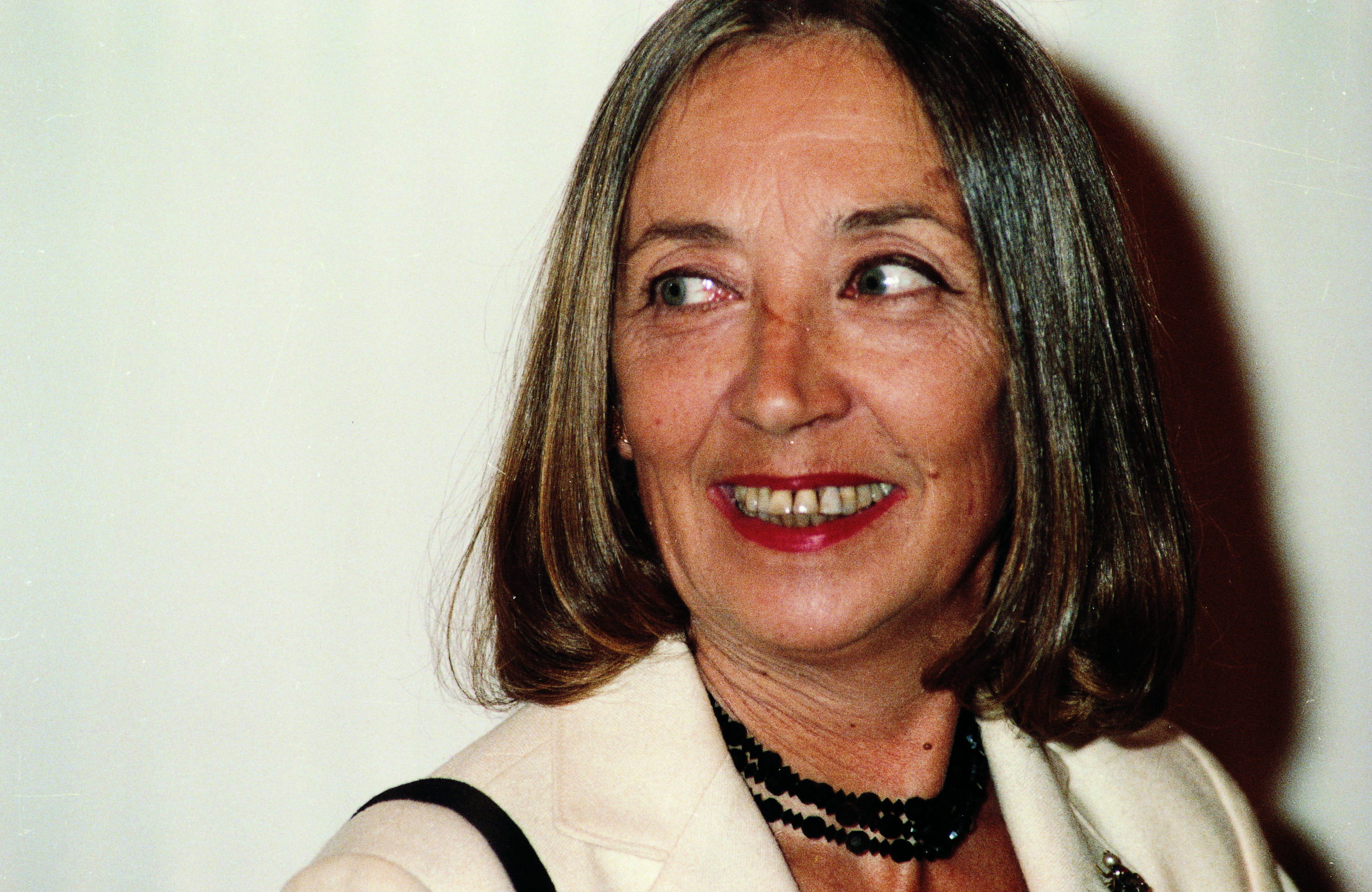

法拉奇出生于意大利佛罗伦萨。她的父亲爱德华多·法拉奇（Edoardo Fallaci）是佛罗伦萨的一个橱柜制造商，也是一位政治活动家，致力于制止意大利法西斯头目贝尼托·墨索里尼的独裁统治。第二次世界大战期间，尽管当时法拉奇很年幼，她仍然参加了意大利反法西斯抵抗运动的一些行动。年轻的奥丽安娜因此加入了正义与自由旅，这是抵抗组织的下属游击队，她亲身经历了战争的悲剧: 1944年，在纳粹占领佛罗伦萨期间，她的父亲在比利亚特里斯特被马里奥 · 卡里塔指挥的法西斯分子抓获并施以酷刑，后来被释放，而这期间法拉奇则作为中继人员，负责将弹药从阿尔诺河的一侧运送到河对岸的干涸地带，因为桥梁已被德国纳粹军队摧毁。由于她在战争期间的积极活动，使她获得意大利军队颁发的英勇证书。

### 在传媒业的初次亮相
1946年，法拉奇毕业于佛罗伦萨的伽利略·加莱高中古典文学系，其后进入佛罗伦萨大学医学院学习。在她身为记者的叔叔布鲁诺 · 法拉奇的鼓励下，经过短暂的文学转型后选择离开了大学，并一生投身于新闻事业。在传媒业，法拉奇也遇到了一生的良师，即前意大利战地记者马拉帕尔泰。
当她还是学生时，就在佛罗伦萨当地天主教会主办的报纸《意大利中央报》工作，她处理着各式各样的议题，如：犯罪新闻、司法新闻、海关。当她拒绝按照合作伙伴《马蒂诺报》编辑的指示写一篇批评意大利共产党总书记帕尔米罗·陶里亚蒂的文章时，该报终止了同他们的合作。后来她搬到了米兰，在那里她开始编写由她的叔叔布鲁诺 · 法拉奇执导的《埃坡卡 · 德蒙达多利周刊》 布鲁诺为了不偏袒她，让其负责在编辑部里，归档和更正合作者的文章，然后再委托她负责新闻报道。
她十几岁开始了她的职业新闻生涯，成为意大利报纸特约记者。1967年开始，她曾作为战地记者采访过越南战争、印巴战争、中东战争和南非动乱。

### 20世纪60年代
多年以来，法拉奇是作为政治杂志《L'Europeo》的特约记者，并为一些主要报纸和杂志写文章。在1968年的特拉特洛尔科事件和墨西哥城奥运会前，法拉奇被枪击三次，被士兵拖着头发拽下楼梯，她支持学生积极分子。

### 20世纪70年代
在她1972年采访亨利·基辛格时，基辛格指出，越南战争是一个“无用的战争”，并把自己比作“独自骑马领着一支旅行车队的牛仔。基辛格后来写道，这是“曾经与新闻界之间最灾难性的谈话。”1973年，她采访穆罕默德·礼萨·巴列维。她后来说，“他认为女人只是作为优雅的装饰品，不能像个男人一样思考，然后努力给她们的权利和义务完全平等。”
在她1979年采访鲁霍拉·穆萨维·霍梅尼时，她称呼他为“暴君”，并成功地在他的面前掀去伊朗伊斯兰政府要求女性佩戴的头巾。

### 20世纪80年代

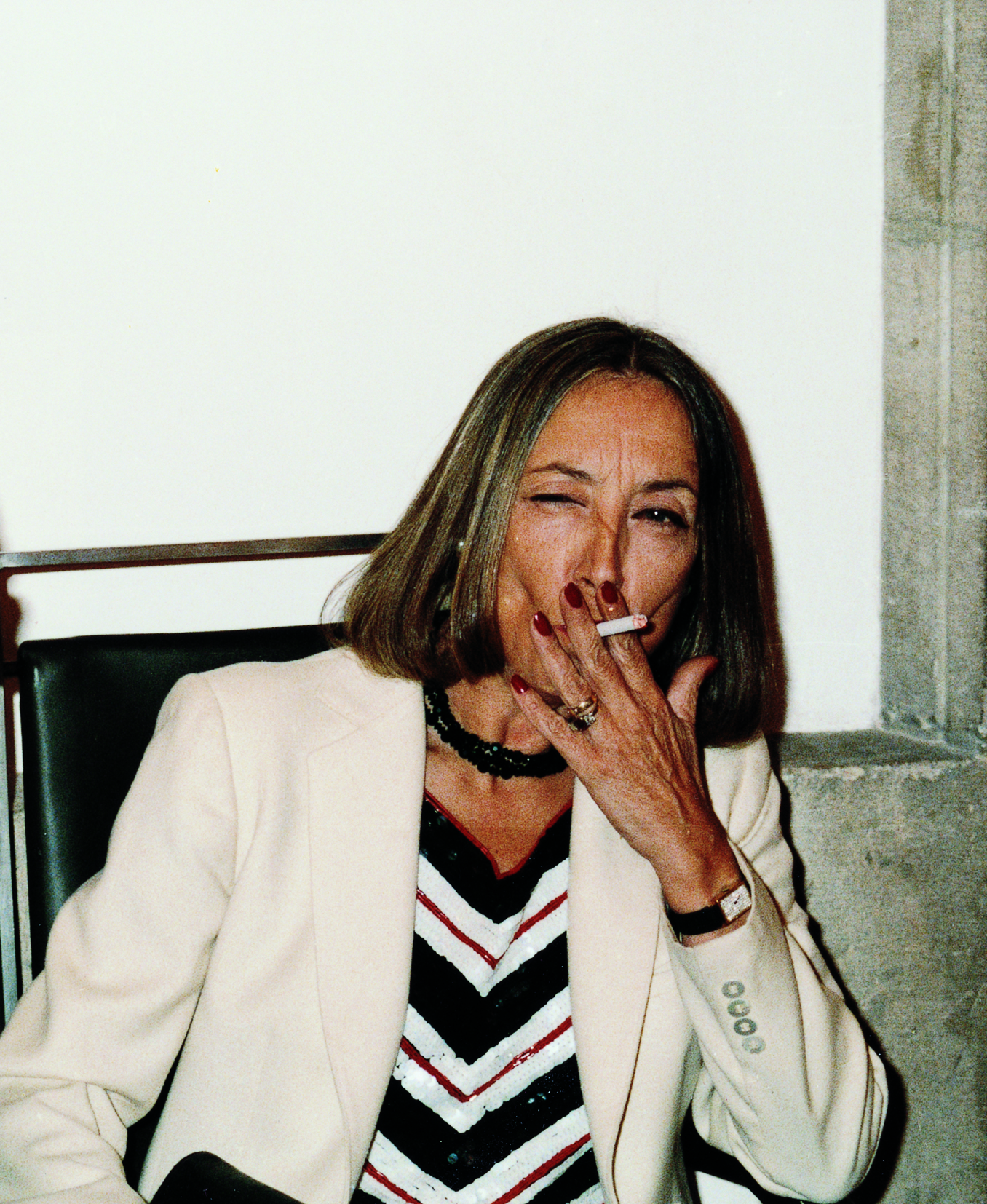

1980年8月采访邓小平时问出邓小平对毛泽东的评价，即毛在建国以后的错误和家长作风，应该和其功绩“三七开”。并问出邓对江青的评价：“零分以下”，“江青这个人坏透了，她本人是打着毛主席的旗帜干坏事的。但毛主席和江青已分居多年”。

## 去世
2006年9月15日法拉奇在佛罗伦萨的一家医院里因肺癌去世。